# 블랙 문 (영화)
블랙 문(Black Moon)은 프랑스, 서독에서 제작된 루이 말 감독의 1975년 영화이다. 캐스린 해리슨 등이 주연으로 출연하였고 Claude Nejar 등이 제작에 참여하였다.

## 출연

### 주연
- 캐스린 해리슨
- 알렉산드라 스튜어트
- 조 달레산드로

## 제작진
- 미술: Ghislain Uhry